# Justyn Sandauer
Justyn Sandauer (ur. 8 stycznia 1924 we Lwowie, zm. 15 lipca 2018) – polski konstruktor szybowcowy w Szybowcowym Zakładzie Doświadczalnym w Bielsku-Białej oraz w Instytucie Lotnictwa, pilot szybowcowy i samolotowy.

## Życiorys

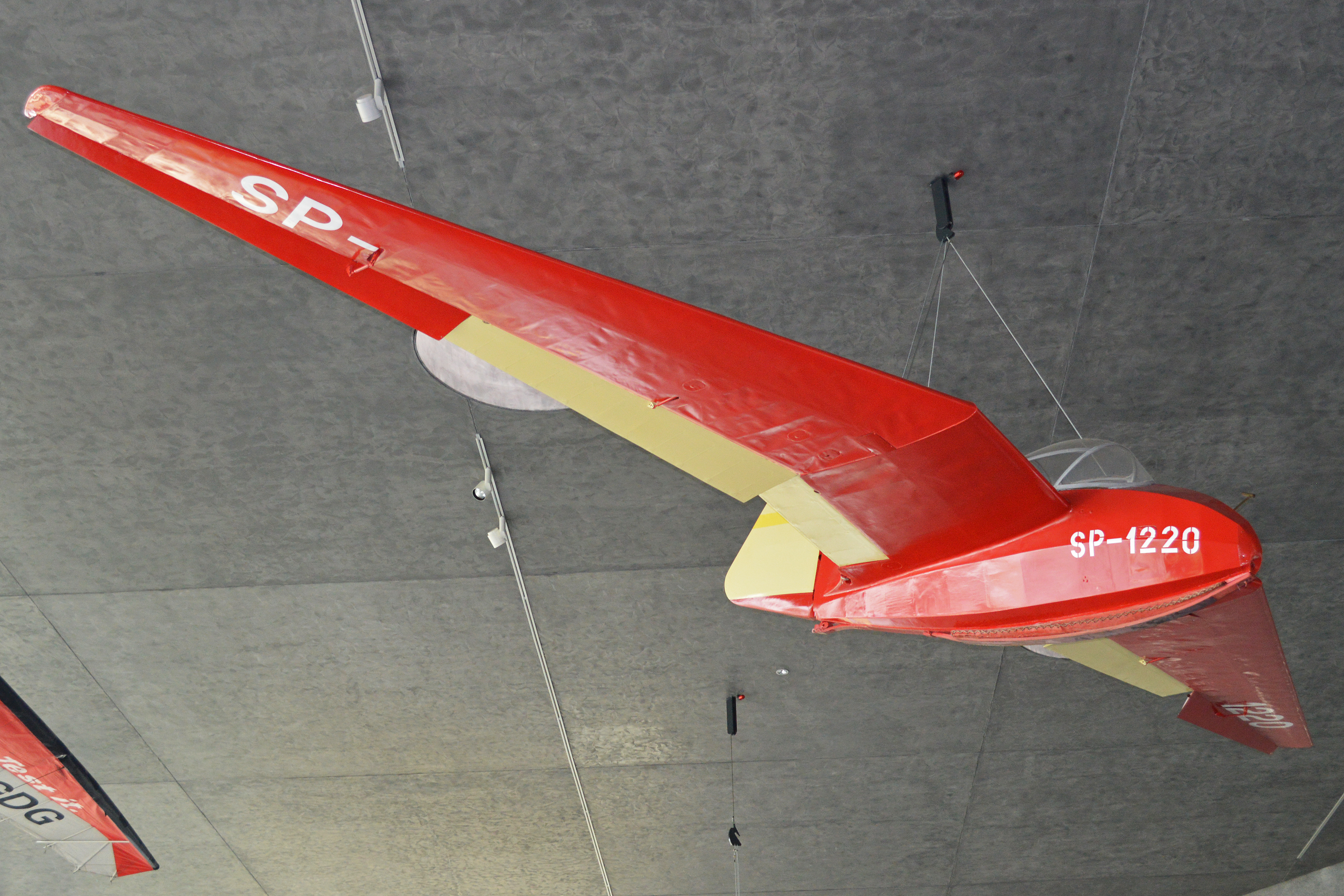
SZD-6 Nietoperz konstrukcji Justyna Sandauera w zbiorach Muzeum Lotnictwa Polskiego w Krakowie

Urodził się we Lwowie, w rodzinie Juliusza i Pauliny z domu Witz.
W czasie II wojny światowej był wywieziony do Niemiec do pracy przymusowej.
Po wyzwoleniu został repatriowany na teren Polski. Wyszkolenie szybowcowe rozpoczął w 1947 r. w Goleszowie, a samolotowe uzyskał w 1948 r. w Cywilnej Szkole Pilotów i Mechaników w Ligotce Dolnej. W 1947 r. uzyskał dyplom magistra inżyniera na Oddziale Lotniczym Akademii Górniczo-Hutniczej w Krakowie. Po studiach podjął pracę w biurze konstrukcyjnym w Instytucie Szybownictwa w Bielsku. Tam skonstruował doświadczalny, bezogonowy szybowiec SZD-6 Nietoperz według projektu mgr inż. Władysława Nowakowskiego, który został oblatany w 1951 r. Następnie pracował przy konstrukcji wyczynowego szybowca SZD-8 Jaskółka projektu mgr inż. Tadeusza Kostii oblatanym w 1951 r. W 1952 r. otrzymał Nagrodę Państwową III stopnia (zespołową) za opracowanie konstrukcji szybowców „Mucha”, „Jastrząb”, „Nietoperz”, „Sęp”, „Kaczka” i „Jaskółka”. Wraz z inż. Marianem Wasilewskim i mgr inż. Romanem Zatwarnickim opracował projekt i konstrukcję szybowca szkolno-wyczynowego SZD-9 Bocian, a wraz z inż. Józefem Niespałem zaprojektował w 1954 r. szybowiec eksperymentalny SZD-11 Albatros. W 1953 r. podjął pracę w Instytucie Lotnictwa w Zakładzie Wytrzymałości, którym kierował inż. Tadeusz Chyliński. W tym samym roku przystąpił z Tadeuszem Chylińskim do realizacji nowego projektu celu latającego oznaczonego symbolem TC-2 (od inicjałów głównego konstruktora), opartego na innej koncepcji niż wcześniejszy TC-1 oraz na podstawie nowych założeń technicznych sprecyzowanych przez wojsko. Następnie z inż. Jerzym Haraźnym opracował konstrukcję celu holowanego Spec-4, który był bliźniaczym typem holowanego szybowca-celu o nazwie Spec-3 zaprojektowanym przez inż. Tadeusza Chylińskiego, różniący się jedynie brakiem przedniej powierzchni nośnej. Pomimo pozytywnych opinii projekt ten nie doczekał się realizacji nawet w postaci prototypu. W 1956 r. uczestniczył w opracowaniu Bociana Z, na którym w 1956 r. wziął udział wraz z Julianem Nowotarskim w Szybowcowych Mistrzostwach Świata w Saint-Yan we Francji. Polska załoga zajęła szóste miejsce w kategorii szybowców dwumiejscowych, pomimo rozbicia szybowca w ostatniej fazie zawodów. Wraz z inż. Tadeuszem Chylińskim zaprojektował konkurencyjny dla TS-11 Iskra niezrealizowany projekt odrzutowego samolotu szkolno-treningowego As. W latach 1963–1968 był zastępcą dyrektora Instytutu Lotnictwa ds. naukowych. Od czerwca 1968 r. pracował w Zakładzie Badań w Locie. W 1970 r. obronił na Politechnice Warszawskiej pracę doktorską pt. Obciążenie szybowca w locie holowanym w atmosferze burzliwej. W 1973 r. otrzymał stanowisko docenta. W ramach pracy w Instytucie Lotnictwa prowadził badania w locie samolotów PZL-104 Wilga 40, powtórne próby flatterowe samolotu TS-11 Iskra, próby prototypów samolotu PZL-106 Kruk oraz próby korkociągowe samolotów rolniczych PZL M18 Dromader i PZL M-15 (Belphegor). Był zastępcą głównego konstruktora samolotu I-22 Iryda do prób w locie. Brał udział w badaniach w locie samolotu I-23 Manager, którego projekt zaczęto opracowywać w Instytucie Lotnictwa w 1991 r.
Pod jego redakcją w 1967 r. ukazał się Podręcznik pilota szybowcowego.
Przeszedł na emeryturę w 1986 r., ale pracował nadal w Instytucie Lotnictwa.
Zmarł 15 lipca 2018 r., pochowany 24 lipca 2018 r. w grobie rodzinnym na cmentarzu Wojskowym na Powązkach (kwatera K-6a-2).